# La cultura del sexo
La cultura del sexo es un programa de televisión chileno, conducido por el sexólogo Rodrigo Jarpa y la actriz y comediante Nathalie Nicloux. Fue transmitido por Televisión Nacional de Chile (TVN), y se estrenó el 14 de enero de 2015 y finalizó el 26 de marzo de 2015. Originalmente era emitido los días miércoles, sin embargo, desde el capítulo 8 fue trasladado a los jueves, compitiendo con el estelar Vértigo de Canal 13.
El programa es una serie de 10 capítulos en formato documental, en la que ambos presentadores visitan diversas ciudades del mundo para conocer las distintas formas de vivir y practicar el sexo. También investigan el poderoso mercado de la pornografía, y cómo ésta ha cambiado a la población mundial.

## Capítulos
| N.º | Emisión original      | Lugar                                                      | Temática                             |
| --- | --------------------- | ---------------------------------------------------------- | ------------------------------------ |
| 1   | 14 de enero de 2015   | Las Vegas, Estados Unidos                                  | «El placer femenino»                 |
| 2   | 21 de enero de 2015   | Tokio, Japón                                               | «El sexo y tecnología»               |
| 3   | 28 de enero de 2015   | Río de Janeiro, Brasil                                     | «El goce sexual»                     |
| 4   | 4 de febrero de 2015  | San Francisco, Estados Unidos                              | «La libertad y los derechos LGBT»    |
| 5   | 11 de febrero de 2015 | Estambul, Turquía                                          | «Los tabúes del sexo»                |
| 6   | 18 de febrero de 2015 | Shanghái, China                                            | «Tradición y matrimonio»             |
| 7   | 4 de marzo de 2015    | Nueva York, Estados Unidos                                 | «El mundo de BDSM»                   |
| 8   | 12 de marzo de 2015   | Berlín, Alemania                                           | «Vivir en libertad y sin prejuicios» |
| 9   | 19 de marzo de 2015   | Nueva Delhi, India                                         | «La energía sexual en India»         |
| 10  | 26 de marzo de 2015   | San Francisco, Estados Unidos Tokio, Japón Santiago, Chile | «Entrando al mundo del porno»        |